# لين كيرو
لين كيرو (بالإنجليزية: Lynn Kiro)‏ مواليد 6 أغسطس 1995 في كيب تاون، هي لاعبة كرة مضرب جنوب أفريقية. أعلى تصنيف لها في الفردي كان المركز الـ 840 في سنة 2013. أعلى تصنيف لها في الزوجي كان المركز الـ 744 في سنة 2013.

## روابط خارجية
- لين كيرو على موقع رابطة محترفات التنس (الإنجليزية)
- لين كيرو على موقع الاتحاد الدولي لكرة المضرب (الإنجليزية)
- لين كيرو على موقع كأس بيلي جين كينغ (الإنجليزية)
- لين كيرو على موقع خلاصة التنس.كوم (الإنجليزية)